# Tipula (Acutipula) biramosa
Tipula (Acutipula) biramosa is een tweevleugelige uit de familie langpootmuggen (Tipulidae). De soort komt voor in het Palearctisch gebied.